# The O. C.
The O.C. es una serie de televisión de drama adolescente estadounidense creada por Josh Schwartz que se emitió originalmente en Fox en los Estados Unidos desde el 5 de agosto de 2003 hasta el 22 de febrero de 2007, con un total de cuatro temporadas. «O.C.» es una abreviatura de «Condado de Orange».
La serie se centra en Ryan Atwood, un joven problemático, pero duro, proveniente de un hogar destruido que es adoptado por la acaudalada familia de los Cohen. Ryan y su hermano adoptivo Seth, un adolescente socialmente incómodo, pero ingenioso, se enfrentan a la vida como extraños en el mundo de la clase alta de Newport Beach. Ryan y Seth pasan mucho tiempo navegando en sus relaciones con la chica de al lado, Marissa Cooper, el amor platónico de la infancia de Seth, Summer Roberts, y la solitaria de habla rápida, Taylor Townsend. Las historias tratan sobre el choque cultural entre la idealista familia Cohen y la comunidad poco profunda, materialista y de mente cerrada en la que residen. La serie incluye elementos de posmodernidad y funciona como una mezcla de melodrama y comedia.
La serie se estrenó con altas calificaciones y fue uno de los nuevos dramas más populares de la temporada televisiva 2003–2004. Fue ampliamente referido como un fenómeno cultural popular, incluyendo Latinoamérica, y recibió una recepción principalmente positiva por parte de los críticos. Sin embargo, las calificaciones disminuyeron a medida que avanzaba la serie, especialmente debido a la marcha de Mischa Barton de la serie. Las bajas calificaciones llevaron a su cancelación a principios de 2007, incluso después de una petición en línea que ganó más de 700,000 firmas.
The O.C. ha sido transmitido en más de cincuenta países en todo el mundo. La serie también se ha lanzado en DVD, así como en iTunes.

## Trama

### Primera temporada (2003–04)
Ryan, tras ser acogido por la familia Cohen, conoce a Marissa. Ambos comienzan a entablar una relación que se ve complicada por el noviazgo entre Marissa y Luke. Finalmente, Marissa decide dejar a Luke por Ryan. Summer, que en un comienzo detestaba a Seth, comienza a sentir una extraña amistad hacia él. Seth, en tanto, se ve complicado cuando aparece Anna, una chica muy similar a él. Aunque en un comienzo Seth prefiere a Anna sobre Summer, él se da cuenta del verdadero amor que siente por la última y comienzan una relación formal.
La familia de Marissa se quiebra luego de que su padre, Jimmy, se viera envuelto en un fraude. Julie decide separarse de Jimmy, quien intenta iniciar una nueva vida, abriendo un restaurante junto a Sandy, que se convierte en un abogado privado. Sin embargo, Caleb Nichols, el suegro de Sandy, decide comprar el restaurante y posteriormente anuncia su compromiso matrimonial con Julie. 
Ryan y Luke se ven forzados a trabajar en un proyecto escolar juntos, por lo que, una tarde después de la escuela, Luke le pide a Ryan acompañarlo a la oficina de su padre para poder concluir el proyecto. Luke le muestra la agencia de carros que su padre maneja a Ryan y descubre a su padre manteniendo una aventura con uno de sus socios.
A los problemas familiares de Marissa se suma la aparición de Oliver Trask, de quien se hace amigo en un comienzo, pero él termina enamorándose de ella e iniciando un cuadro psicopático. La relación con Ryan se deteriora, especialmente tras la aparición de Theresa, una antigua novia de él. Ryan trata de protegerla, luego de que fuera golpeada por su actual novio pero finalmente la relación va más allá y Theresa queda embarazada. Ryan decide entonces volver a Chino para cuidar del hijo de Theresa.
Con la partida de Ryan, finaliza la temporada. Marissa, con depresión y serios problemas de alcoholismo, se muda a la mansión de Caleb junto a su madre, después de ser chantajeada, ya que Caleb tiene la vida de Jimmie, su padre, en sus manos. Seth, en tanto, se siente solo tras la partida de su mejor y único amigo y decide tomar su velero y parte de la ciudad sin rumbo fijo, dejando detrás 2 cartas, una para sus padres y otra para Summer.

### Segunda temporada (2004–05)
Theresa simula haber perdido a su hijo, al notar que Ryan no puede olvidar su vida en Newport con Marissa y echa de menos a los Cohen. Ryan regresa entonces a Newport Beach y se une a Sandy para intentar convencer a Seth de que regrese a la ciudad. Cuando él retorna a su hogar, encontrará a Summer y su nuevo novio, Zach. A pesar de los celos que siente Seth, termina haciéndose amigo de Zach debido al parecido que tienen ambos. Marissa, en tanto, tiene una relación secreta con su jardinero y el rechazo a su madre comienza a acentuarse. Ryan regresa a la escuela y comienza una relación con su compañera de laboratorio, Lindsay.
En tanto, la familia Nichols debe enfrentar el arresto de Caleb por intento de soborno y el descubrimiento de que Lindsay es una hija no reconocida de él. Este hecho marca la relación que tienen Ryan y Lindsay, que finalmente terminarían debido a los diversos problemas que enfrentaban y al hecho de que Marissa seguía siendo el amor del joven.
Aunque Seth intenta tener una relación con la dj Alex, esta comienza a tener una relación lésbica con Marissa, forma que utiliza esta última para molestar a su madre. Jimmy y Julie comienzan a reencontrarse a escondidas de Caleb. Por otro lado, Seth, Summer y Zach comienzan a desarrollar juntos un cómic llamado The Atomic County; en esta empresa, el amor entre Seth y Summer comienza a renacer y finalmente ella deja a Zach y regresa con Cohen.
En la mitad de la temporada, la aparición de un viejo amor de Sandy, Rebeca, comienza a dificultar su hasta ese entonces inquebrantable matrimonio. Simultáneamente, Julie es chantajeada por un exnovio a cambio de unas antiguas cintas de pornografía que ella había protagonizado en su juventud. Cuando su matrimonio ya parece acabado, ella decide doparlo para que esté inconsciente hasta el día siguiente cuando se hacía efectivo su contrato pre-nupcial, asegurando su dinero y así iniciar una nueva vida con el padre de sus hijas; aunque ella se arrepiente al último minuto, Caleb fallece naturalmente ese mismo día. Con la muerte de su padre y su matrimonio en una grave crisis, Kirsten comienza a caer en el alcoholismo y es internada en una clínica de rehabilitación.
Finalmente, Ryan debe acoger a su hermano, Trey, luego de que este fuera liberado de la prisión. Marissa se reconcilia con su madre y con Ryan, pero Trey comienza a sentir una atracción por Marissa e intenta violarla, por lo que es enfrentado por Ryan. Los Atwood comienzan una fuerte pelea y el mayor está a punto de matar a Ryan. Al ver que su amado está a punto de morir, Marissa coge una pistola y dispara a Trey por la espalda.

### Tercera temporada (2005–06)
Al comienzo de la tercera temporada, Trey despierta del coma y huye del hospital. En Harbor School, contratan a un nuevo decano de disciplina que les hace la vida imposible a los protagonistas. El decano expulsa a Marissa por el tiroteo con Trey, y esta empieza a estudiar en una escuela pública. Furioso por la expulsión de Marissa y el obsesivo comportamiento del decano, Ryan lo golpea en el carnaval y él también es expulsado. El joven continúa sus estudios en casa. Julie debe enfrentar la bancarrota en que la dejó Caleb antes de morir, y se muda a un remolque. Julie intenta evitar que Marissa note esta situación, por lo que la envía a vivir junto a su amiga Summer y su padre, el doctor Neil Roberts, con quien Julie comienza a tener una relación sentimental.
Mientras Ryan y Marissa siguen expulsados, Seth y Summer descubren que el decano tiene una relación sentimental con una alumna. Gracias a esa información y con la ayuda de Sandy, consiguen que Ryan sea readmitido en Harbour School. 
Tras la recuperación de Kirsten, quien crea una empresa de arreglo de citas románticas con Julie, Sandy se hace cargo del quebrado Grupo Newport con la ayuda de su nuevo socio Matt. En su afán de construir un hospital, Sandy comienza a involucrarse en asuntos ilegales y comienza a alejarse aún más de su familia.
Seth, Summer y Ryan deben enfrentar la partida de Marissa de la escuela e intentan por todos los medios que ella pueda retornar. En ese proceso, se hacen amigos de Taylor y logran finalmente su objetivo. En su paso por la escuela estatal, Marissa conoce al surfista Johnny, quien se enamora perdidamente de ella a pesar de que esta continúa en su relación con Ryan.
Tras años de ausencia en un internado, Kaitlin Cooper regresa a vivir con su madre y su hermana, descubriendo la precaria situación en que está Julie. Entonces, Marissa regresa donde ella para acompañarla en sus problemas. Luego de que la adolescente Kaitlin intentara tener una relación con Johnny, la grave crisis psicológica en que se encuentra este lo hace colapsar. Estando bajo los efectos del alcohol tras el rechazo de Marissa, Johnny sube a un risco. Cuando Ryan intenta bajarlo, Johnny resbala y muere al caer.
La muerte de Johnny perturba a Marissa, y Ryan y ella terminan su relación. Marissa inicia una relación con el rebelde Volchok, mientras su antiguo novio comienza a salir con una prima del fallecido, Sadie. El cambio a la universidad afecta profundamente la relación entre Seth y Summer, luego de que ella fuera aceptada en la Brown University, el mismo lugar donde fuera rechazado Seth. El chico le ocultará la verdad a su novia, pero finalmente le cuenta la verdad y se reconcilian. Seth acaba siendo aceptado en una escuela de arte en Rhode Island también.
Al final de la temporada, Marissa se involucra en drogas y discute con Summer y su madre. Sin embargo, ella regresará a buscar consuelo en Ryan, al encontrar a Volchok con otra chica justo el día de su fiesta de promoción. Este último decide vengarse de Atwood y lo involucrará en el robo de un auto. Cuando logran superar este incidente, Volchok intenta hablar con Marissa pero Ryan se lo impide. Los cuatro chicos finalmente se gradúan y la ceremonia es presenciada por la madre de Ryan y le regala una camioneta. Jimmy Cooper envía una invitación a Marissa de trabajar en el barco donde el navega, a lo cual, la joven acepta la oferta. Ryan la lleva al aeropuerto. Cuando se dirigen al aeropuerto, Volchok en evidente estado de ebriedad comienza a perseguir a los jóvenes. La camioneta de Volchok embiste su camioneta, que cae a un acantilado con Marissa y Ryan dentro. Ryan logra salir de la camioneta y encuentra a Marissa con una grave herida. Cuando este intenta buscar ayuda, Marissa le pide que se quede y se despide, antes de fallecer en sus brazos.

### Cuarta temporada (2006–07)
En la última temporada de la serie, la muerte de Marissa afecta enormemente a Julie, a Summer y a Ryan; Ryan se va de casa de los Cohen y decide iniciar una carrera como boxeador callejero; Julie cae en una adicción de fármacos y Summer ingresa a la Brown University, donde deja de ser la clásica chica materialista que disfruta la vida y se convierte en una defensora medioambiental para superar el trauma de la muerte de su amiga. Tras ser expulsada de la universidad, decide volver a Newport Beach, donde se reintegra al grupo de amigos.
Sandy vuelve a ser abogado público para defender a otro adolescente. Taylor, que había ido de viaje a Francia, regresa de allí casada, y le pide a Ryan que la ayude a terminar con su esposo. En eso Taylor y Ryan se enamoran. Seth y Summer deciden comprometerse, pero esto no prospera ya que Summer necesita tiempo para encontrarse a sí misma. Hacia el final de la temporada, aparece el padre de Ryan, Frank Atwood, quien comienza una relación con Julie Cooper, mientras Kirsten descubre que está embarazada de una niña.
Finalmente la familia Cohen se muda, tras un terremoto que arrasó su casa en Newport, a su antiguo hogar en Berkeley, donde Kirsten tiene a su hija Sophie Rose Cohen. Seth y Summer acabarán casándose tras la vuelta de esta del proyecto GEORGE, y Ryan, tras finalizar sus estudios, encuentra trabajo como arquitecto, y mantiene su relación con Taylor. Respecto a Julie Cooper, decide no casarse finalmente con Bullit, y entrar en la universidad, a la vez que cuida a su hijo, cuyo padre es a su vez el padre de Ryan, Frank. Al final se puede ver a Ryan caminando hacia su auto y observa a un chico sentado en la calle y se ve a él mismo cuando su madre lo echó de casa, Ryan le pregunta al chico si necesita ayuda terminando así la serie.

## Elenco y personajes
| Actor / Actriz    | Rol             | Temporadas | Temporadas | Temporadas | Temporadas |
| Actor / Actriz    | Rol             | 1          | 2          | 3          | 4          |
| ----------------- | --------------- | ---------- | ---------- | ---------- | ---------- |
| Peter Gallagher   | Sandy Cohen     | Principal  | Principal  | Principal  | Principal  |
| Kelly Rowan       | Kirsten Cohen   | Principal  | Principal  | Principal  | Principal  |
| Benjamin McKenzie | Ryan Atwood     | Principal  | Principal  | Principal  | Principal  |
| Mischa Barton     | Marissa Cooper  | Principal  | Principal  | Principal  |            |
| Adam Brody        | Seth Cohen      | Principal  | Principal  | Principal  | Principal  |
| Rachel Bilson     | Summer Roberts  | Principal  | Principal  | Principal  | Principal  |
| Tate Donovan      | Jimmy Cooper    | Principal  | Principal  | Recurrente | Invitado   |
| Melinda Clarke    | Julie Cooper    | Principal  | Principal  | Principal  | Principal  |
| Chris Carmack     | Luke Ward       | Principal  | Invitado   |            |            |
| Alan Dale         | Caleb Nichol    | Recurrente | Principal  |            |            |
| Willa Holland     | Kaitlin Cooper  | Recurrente |            | Recurrente | Principal  |
| Autumn Reeser     | Taylor Townsend |            |            | Recurrente | Principal  |

## Doblaje al español
| Personaje            | Actor para Hispanoamérica                         | Actor para España       |
| -------------------- | ------------------------------------------------- | ----------------------- |
| Ryan Atwood          | Luis Daniel Ramírez                               | Miguel Ángel Garzón     |
| Marissa Cooper       | Cristina Hernández Jessica Ortiz (1x23-1x27)      | Pilar Martín            |
| Sandy Cohen          | Salvador Delgado                                  | David García Vázquez    |
| Kirsten Cohen        | Marina Huerta (temp. 1) Rebeca Patiño (resto)     | Laura Palacios          |
| Seth Cohen           | Carlos Hernández                                  | Luis Manuel Martín Díaz |
| Summer Roberts       | Rebeca Gómez                                      | Beatriz Berciano        |
| Julie Cooper         | Laura Torres                                      | Gloria Nuñez            |
| Jimmy Cooper         | Gerardo Reyero                                    | Alejandro García        |
| Caleb Nichols        | Federico Romano                                   | José Ángel Juanes       |
| Luke Ward            | Ricardo Mendoza                                   | Ricardo Escobar         |
| Oliver Trask         | Enzo Fortuny                                      | Adolfo Moreno           |
| Theresa              | Pilar Escandón (temp. 1) Mónica Manjarrez (resto) | Alicia Sanz De La Masa  |
| Eddy (temp 1.)       | Paul Rudd                                         | Óscar Flores            |
| Hailey Nichols       | Laura Ayala                                       | Amparo Valencia         |
| Anna Stern           | Elsa Covián                                       | María Jesús Varona      |
| Zach Stephens        | Irwin Daayán                                      | Juan Antonio Soler      |
| TJ                   | Benjamín Rivera                                   | Juan Antonio Sanz       |
| Lindsay Gardner      | Karla Falcón                                      | Isacha Mengíbar         |
| Alex Kelly           | Rossy Aguirre                                     | María Jesús Gil         |
| Carter Buckley       | Andrés Gutiérrez Coto                             | Francisco Vaquero       |
| Trey Atwood          | José Gilberto Vilchis                             | Iván Muelas             |
| Dr. Neil Roberts     | José Luis Orozco                                  | Luis Bajo               |
| Kaitlin Cooper       | Alondra Hidalgo                                   | ?                       |
| Taylor Townsend      | Circe Luna                                        | Pilar Aguado González   |
| Kevin Volchok        | Carlos Iñigo Alfonso Obregón                      | Fernando Cabrera        |
| Frank Atwood         | Gerardo Vázquez                                   | ?                       |
| Dirección de doblaje | Rebeca Patiño                                     | José Ángel Juanes       |

## Producción

### Concepción
En 2002, el creador Josh Schwartz se reunió con Joseph «McG» McGinty Nichol y Stephanie Savage de la productora Wonderland Sound and Vision. Le dijeron a Schwartz que querían crear una serie de televisión basado en la ciudad natal de McG en Newport Beach, Orange County, California. Savage sugirió producir una serie al estilo de 21 Jump Street con policías o deportes extremos, pero Schwartz sabía poco sobre el género. Habiendo tenido experiencias con personas de Newport Beach durante su estancia en la Universidad del Sur de California, Schwartz volvió con sus propios personajes. La serie se lanzó a Fox en agosto de 2002. Fox apuntó a un lanzamiento de verano para la serie, y Doug Liman fue llevado para dirigir el estreno después de que McG se retiró debido a sus conflictos de programación con Los ángeles de Charlie: Al límite. La serie fue confirmado para el calendario 2003–04 en mayo, y se seleccionó una fecha de transmisión del 5 de agosto de 2003 en junio.
Schwartz dijo que la inspiración para la serie provino de ser un fanático de Larry Sanders, Cameron Crowe y otras «series extravagantes impulsados por personajes como Freaks and Geeks, Undeclared, y My So-Called Life». Schwartz fue a la universidad en la Escuela de Cine y Televisión de la Universidad del Sur de California, y luego dijo que The O.C. estaba «muy basado en el tipo de experiencias que tuve cuando estaba en la universidad» como un «chico judío de la costa este ... rodeado de todos estos chicos de Newport Beach que eran jugadores de waterpolo, y estas chicas muy rubias que solo querían salir con ellos. Me sentí como un extraño». Aunque los residentes del Condado de Orange criticaron el título de la serie, afirmando que la gente no llamó al condado por la frase, Schwartz afirma que los estudiantes de la USC dijeron que eran de «The O.C.» También afirmó que la familia Cohen en la temporada uno se parece a su propia vida familiar, y agrega que «La dinámica entre Sandy y Seth se basa mucho en mí y en mi padre».

### Música
Alexandra Patsavas, que anteriormente había trabajado en programas como Roswell y Carnivàle, fue nombrada supervisora musical en The O.C. Patsavas trabajó junto al creador Josh Schwartz para seleccionar la música que se usará. Schwartz dijo que "siempre había querido que la música fuera un personaje más en el programa". The O.C convirtió al indie rock en un "foco principal de la serie" y también en su plan de marketing, lanzando seis bandas sonoras a lo largo de la serie. En la segunda temporada, se presentó una nueva sala de conciertos y club nocturno ficticio, llamada The Bait Shop. Bandas como The Walkmen, The Killers, Modest Mouse, The Thrills, Rachael Yamagata, Death Cab for Cutie y The Subways hicieron presentaciones en el show actuando en el lugar. Además de tener artistas invitados que se presentaron en el programa, también estrenó muchos nuevos sencillos musicales de artistas como Beastie Boys, U2, Beck, Coldplay, Gwen Stefani y The Shins.
Muchas bandas ganaron exposición a través del show, lo que causó un aumento en las ventas de su música. Rooney, quien fue la primera banda en aparecer en el programa, experimentó un "aumento del 200 por ciento en las ventas" después de su aparición. Incluso los artistas que solo presentaron sus canciones se beneficiaron: Imogen Heap se convirtió en "un nombre familiar en Estados Unidos" y el Grupo Juvenil, que grabó una canción específicamente para el programa, tenía "más de 5,000 descargas de iTunes [de esa canción] en su La primera semana después de ser interpretada". Sin embargo, no todas las bandas estaban dispuestas a aparecer en el programa. Clap Your Hands Say Sí, se les pidió que actuaran, pero lo rechazaron porque estaban preocupados de que pudiera disminuir su credibilidad. Algunos fanáticos y críticos se hicieron eco de ese sentimiento al afirmar que tales apariencias y técnicas de mercadeo masivo están generando ventas.
En general la música fue bien recibida. Ben Spier, de Entertainment Weekly, describió el programa como un "sueño de mixtaper" y Rolling Stone comentó que la banda sonora era la razón por la que la gente seguía viendo el programa.  Sin embargo, Karyn L. Barr, de Entertainment Weekly, declaró que el uso de actos como U2 en un programa que dedicaba tiempo a las bandas indie se estaba "vendiendo". Noah Davis de PopMatters.com criticó el programa por descuidar las líneas de trama y reemplazarlos por " los innumerables viajes de la pandilla a Bait Shop ".

## Recepción

### Críticas
La temporada uno de The O. C recibió críticas generalmente positivas de los críticos y es considerado con frecuencia como la mejor temporada. Tras el estreno de la serie, Gael Fashingbauer Cooper de MSNBC describe la amistad Ryan y Seth como "el argumento más prometedor".  El The New York Times señaló que "el señor Schwartz lo logró, a escondidas un programa verdaderamente inteligente". El revisor también elogió la forma en el espectáculo "se mantuvo alejado tanto de campo de estilo de Aaron Spelling y la seriedad empapada que a menudo caracteriza el drama adolescente." IGN llamó "mucho más atractivo e interesante" que sus predecesores en el género adolescente. El sitio ñaló al sentido del espectáculo de humor y el respeto por su público, alabando a la serie como "muy divertido" y "bien actuada", al referirse a Mischa Barton como el eslabón débil. James Poniewozik de Time era aficionado del primer episodio, diciendo que el espectáculo "parece tener corazón lo suficiente, el talento y el ingenio para generar valores en los adolescentes."
La segunda temporada fue ampliamente considerado como inferior a la primera, pero aun así recibió la recepción generalmente positiva. IGN señaló que la segunda temporada contiene algunos de los mejores momentos de la serie, y elogió el romance bisexual entre Alex y Marissa. Comento que tiene el "logró superar su calificaciones estratagema atavíos exteriores para trabajar realmente como uno de los mejores tramas Marissa, al menos inicialmente, por hacer un buen trabajo de retratar su "Nunca he hecho esto antes". Otra revisión elogió episodios "The Chrismukkah That Almost Wasn't" y "The Rainy Day Woman" como horas de calidad destacadas de la serie, y elogió la historia que se centró en el matrimonio de Sandy y de Kristen.
La temporada final en general es considerada por los aficionados y críticos como un regreso al estilo de la basura. Josef Adalian, de Variety, dijo que "[el programa] está en gran forma creativa una vez más". Agregó que "los guiones son refinados, las tramas son coherentes, las actuaciones son sólidas, [y] la música es apropiadamente indie", pero criticó a la Fox por "tirar" el programa emitiéndolo el jueves a las 9:00 p. m..
Buddytv.com elogió el estreno de la temporada, diciendo "este episodio es el mejor episodio de The OC desde la primera temporada del show. La ausencia del personaje de Mischa Barton de Marissa Cooper es lo mejor que le ha pasado a The OC en mucho tiempo. El elenco es ahora excepcional de arriba a abajo y el programa es al menos en el primer episodio, de tono mucho más oscuro que en las primeras tres temporadas. Esto es una buena señal".
Con el avance de la temporada, Buddytv.com lamentó que "The OC está terminándose, con toda probabilidad, y es una pena. La creatividad del programa está poniéndose interesante ahora, en su cuarta temporada, y a nadie le importa". El crítico Alan Sepinwall dijo sobre el estreno, "Maldición, no estuvo mal ... No, mejor que eso ... Estuvo bien. Seguro, en estilo, unas veces divertido (cualquier escena con el Che), otras genuinamente conmovedor (la intervención de la tienda de cómics), realmente el programa más sentido como propio en mucho tiempo, tal vez incluso de vuelta a la temporada uno". En una reseña de un episodio posterior, Sepinwall relató que la temporada 4 era una "temporada de resurgimiento" y que "cada revisión de episodios de O.C. simplemente se convierte en una lista de cosas que me gustaron".

### Audiencia

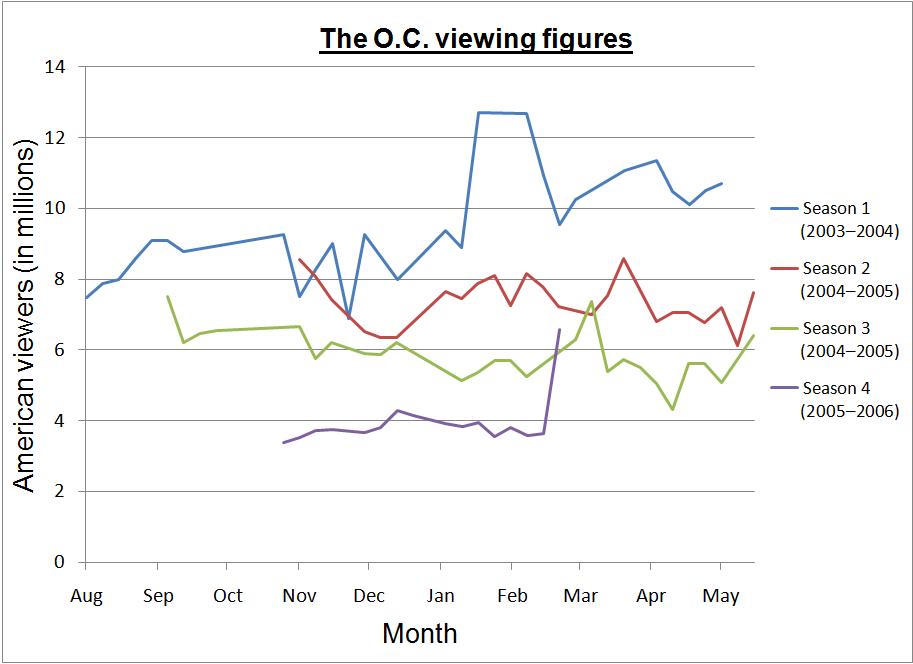
Un gráfico de línea que muestra las audiencias de The O.C.

El episodio piloto atrajo a 7.46 millones de espectadores en los Estados Unidos, quedó en segundo lugar en su franja horaria detrás de la final de la temporada de Last Comic Standing, y fue el programa más votado de la noche de 12–17 años. El episodio The O.C. más visto fue "The Rivals",  el decimoséptimo episodio de la primera temporada. Atrajo a 12.72 millones de espectadores y fue el precedente de American Idol, que atrajo a 29.43 millones de espectadores esa semana. The O.C. fue el nuevo drama mejor calificado de la temporada 2003–04 entre adultos de 18 a 34 años, promediando un total de 9.7 millones de espectadores.
Para la segunda temporada, la serie se movió a un horario "ultracompetitivo" en contra de competidores tales como Survivor, Joey y Will & Grace. Esto se cita a menudo como una de las causas de la disminución de la popularidad de The O.C. El cambio mejoró el desempeño de Fox en el nuevo horario, pero perdió varios espectadores, ya que las cifras de audiencia promedio disminuyeron un treinta por ciento desde la temporada anterior a 7 millones.
Para la tercera temporada, las cifras de audiencia promedio disminuyeron un veinte por ciento más respecto a la temporada anterior a 5.6 millones. El jueves a las 9:00 p. m., el horario colocó a la serie frente a otros dos series muy populares, CSI y Grey's Anatomy.
La cuarta temporada se estrenó en noviembre de 2006 con muy poca promoción o publicidad de FOX, y estuvo una vez más en el horario de los jueves. El primer episodio atrajo a 3.4 millones de espectadores, convirtiéndose en la temporada más baja. Para el final de la serie, un total de 6.7 millones de espectadores sintonizaron. Esto fue un 76 por ciento más que el promedio de la temporada de 4.6 millones de espectadores.
| Temporada | Episodios | Horario                                                 | Inicio                  | Final                 | Temp. televisiva | Posición | Espectadores (en millones) |
| --------- | --------- | ------------------------------------------------------- | ----------------------- | --------------------- | ---------------- | -------- | -------------------------- |
| 1         | 27        | Martes 9:00 p. m. (2003) Miércoles 9:00 p. m. (2003–04) | 5 de agosto de 2003     | 5 de mayo de 2004     | 2003–04          | 57       | 9.69                       |
| 2         | 24        | Jueves 8:00 p. m.                                       | 4 de noviembre de 2004  | 19 de mayo de 2005    | 2004–05          | 85       | 7.0                        |
| 3         | 25        | Jueves 8:00 p. m. (2005) Jueves 9:00 p. m. (2006)       | 8 de septiembre de 2005 | 18 de mayo de 2006    | 2005–06          | 105      | 5.6                        |
| 4         | 16        | Jueves 9:00 p. m.                                       | 2 de noviembre de 2006  | 22 de febrero de 2007 | 2006–07          | 123      | 4.3                        |